# Mursley
Mursley är en ort och civil parish i Storbritannien.   Den ligger i kommunen Buckinghamshire och riksdelen England, i den södra delen av landet, 70 km nordväst om huvudstaden London. Mursley ligger 151 meter över havet och antalet invånare är 611.
Terrängen runt Mursley är huvudsakligen platt. Mursley ligger uppe på en höjd. Runt Mursley är det tätbefolkat, med 356 invånare per kvadratkilometer. Närmaste större samhälle är Milton Keynes, 10,9 km norr om Mursley. Trakten runt Mursley består till största delen av jordbruksmark.